# دار نشر هاربول وفوكسبيرو العامة (رواية)
دار نشر هاربول وفوكسبيرو العامة (بالإنجليزية: Harpole & Foxberrow General Publishers)‏ هي رواية للكاتب الإنجليزي جي إل كار، نشرت عام 1992، عن دار نشر ذا كوينس تري بريس.